# Mohegan Sun Arena at Uncasville
Die Mohegan Sun Arena at Uncasville ist eine Mehrzweckhalle in Uncasville, Connecticut. Das Veranstaltungsgebäude mit einer Kapazität von 10.000 Besuchern wird neben Sportveranstaltungen als Austragungsort verschiedener Konzerte und Ausstellungen genutzt. So trat hier am 6. und 7. Oktober 2006 Eric Clapton im Rahmen seiner Doyle & Derek World Tour in der Arena auf.

## Geschichte und Nutzung
Die Arena wurde in den frühen 2000er Jahren auf einem Areal von 2.800 Quadratmetern  errichtet und im Oktober 2001 eröffnet. Das Gebäude wurde von dem Unternehmen Perini Building Company entworfen, konstruiert und erbaut. Die Halle befindet sich in Besitz von Mohegan Sun und wird ebenfalls von der Firma geführt. Die Mohegan Sun Arena at Uncasville wird hauptsächlich für Sportveranstaltungen der Disziplinen Basketball und Lacrosse genutzt. 
Die Halle war von 2002 bis 2003 der Heimspielort des Arena-Football-Teams der Mohegan Wolves. Danach wechselte die Mannschaft nach Manchester, New Hampshire. 2003 wurde das  Frauen-Basketball-Franchise der Orlando Miracle nach Connecticut verlegt. Seitdem sind die Connecticut Sun aus der WNBA in der Mohegan Sun Arena at Uncasville beheimatet. Seit 2015 der Lacrosse-Mannschaft der New England Black Wolves (NLL) in der Halle ansässig. 